# Novembre 1982

## Événements
- 1er novembre (Rallye automobile) : arrivée du Rallye de Côte d'Ivoire.

- 2 novembre : succès limité des démocrates aux partielles. Ils parviennent à faire renoncer Ronald Reagan à son projet de « néo-fédéralisme », à lui faire accepter une hausse de la fiscalité (consolidation des revenus) et un renforcement de la loi de 1965 pour protéger les droits électoraux des Noirs.

- 3 novembre : explosion lors du passage d'un convoi militaire soviétique dans le tunnel de Salang en Afghanistan durant la guerre d'Afghanistan, faisant entre 176 et 3000 morts selon les estimations.

- 4 novembre : le nouveau Premier ministre des Pays-Bas, Ruud Lubbers, entre officiellement en fonction.

- 6 novembre : démission du président camerounais Ahmadou Ahidjo. Paul Biya devient président du Cameroun.

- 10 novembre (Union soviétique) : à la mort de Léonid Brejnev, Iouri Andropov, ancien chef du KGB (Komitet gossoudarstvennoï bezopasnosti, « comité pour la sécurité d’État »), lui succède au secrétariat général du parti et à la tête de l’État (fin en février 1984). Âgé de 68 ans et atteint d’une maladie rénale, il n’occupe le poste que quinze mois. Il paraît incarner l’accession au pouvoir d’une génération nouvelle, et on lui prête des penchants libéraux. Il se lance dans une campagne brutale de discipline contre l’alcoolisme, la corruption, l’incompétence, l’absentéisme au travail. En matière économique, il ne conçoit pas de réformes hors du cadre traditionnel.

- Jeudi 11 novembre 1982 , Liban : le quartier général israélien à Saïda est détruit par une explosion qui cause la mort de 75 Israéliens.

- 13 novembre : levée de l'embargo gazier sur l'URSS par les États-Unis, après le refus français de le respecter.

- 14 novembre : libération de Lech Wałęsa.

- 15 novembre[1] : les élections changent la donne politique au Brésil. Le PMDB (opposition) gagne les postes de gouverneur des quatre États les plus importants (São Paulo, Minas Gerais, Rio de Janeiro et Paraná). Le gouvernement doit négocier à la Chambre des représentants où l’opposition est majoritaire. Enfin certains gouverneurs du PDS (Partido Democrático Social) deviennent plus indépendants à l’égard du pouvoir central.

- 25 novembre (Rallye automobile) : arrivée du Rallye de Grande-Bretagne.
- 26 novembre : attentat contre l'ambassade d'Israël à Quito, en Équateur.

- Samedi 27 novembre 1982, Japon : Yasuhiro Nakasone devient premier ministre (fin en 1987).

- Mardi 30 novembre 1982 :
  - États-Unis : Sortie du sixième album du chanteur Michael Jackson, Thriller, produit par Quincy Jones. C'est à ce jour l'album le plus vendu au monde d'après le Livre Guinness des records avec des ventes estimées entre 55 et 118 millions de copies[2].

## Culture

### Cinéma

#### Films sortis en France en novembre 1982
- x

## Naissances
- 1er novembre : Pierre-Alexandre Robin, judoka français, médaillé mondial en 2005.
- 4 novembre :
  - Diego Ventura, rejoneador portugais.
  - Bastiaan Giling, coureur cycliste néerlandais.
  - Geneviève Guilbault, femme politique canadienne.
- 5 novembre : Rob Swire, chanteur australien, membre du groupe Pendulum
- 8 novembre :
  - Ted DiBiase Jr., catcheur à la WWE.
  - Sam Sparro, chanteur et compositeur australien.
- 10 novembre : Sandrine Martinet-Aurières, judoka française, championne paralympique en 2016.
- 11 novembre : Jean-Baptiste Boursier, journaliste de radio et de télévision français.
- 12 novembre :
  - Anne Hathaway, actrice américaine.
  - Romain Sartre, footballeur français.
- 15 novembre :
  - Jenifer Bartoli, chanteuse française.
  - Charles-Henri Bronchard, basketteur français.
- 16 novembre : Ronald Pognon, athlète français, spécialiste du sprint.
- 18 novembre : Marlène Schiappa, écrivaine, militante féministe et femme politique française.
- 26 novembre : Frédéric Molas, vidéaste français.
- 28 novembre : Jean-Claude Draza, homme politique de la République démocratique du Congo.
- 29 novembre : Chérif Kouachi, criminel français († 9 janvier 2015).
- 30 novembre :
  - Elisha Cuthbert, actrice canadienne.
  - Jason Pominville, joueur de hockey canadien.

## Décès
- 1er novembre : King Vidor, réalisateur américain.
- 5 novembre : Jacques Tati, né Tatischeff, cinéaste français (° 9 octobre 1908).
- 6 novembre : Marc Gilbert, journaliste français (° 24 avril 1934).
- 10 novembre : Léonid Brejnev, homme d'état soviétique (° 19 décembre 1906).
- 11 novembre : 
  - Jean Philippon, amiral français, membre du réseau de résistance Confrérie Notre-Dame (° 1er novembre 1909)
  - Marcel Paul, ancien ministre, fondateur de le FNDIRP
- 12 novembre : Patrick Cowley, chanteur et musicien disco.
- 16 novembre : Allan Warren Haig, pianiste de jazz américain, pionnier du bebop (° 22 juillet 1924)
- 19 novembre : Erving Goffman, sociologue.